# Романенко Микола Дем'янович
Романенко Микола Дем'янович (рос. Романенко Николай Демьянович) — доктор біологічних наук, професор, головний науковий співробітник Центру паразитології Інституту проблем екології і еволюції імені О. М. Сєверцова РАН.

## Біографія
В 1973 році захистив кандидатську дисертацію на тему: «Распространение и динамика численности паразитических нематод семейства Longidoridae (Thorne, 1935) Meyl, 1961 и Criconematidae (Taylor, 1936) Thorne, 1949 на плодовых и ягодных культурах в Нечерноземной полосе РСФСР», а у 1994 році захистив докторську дисертацію на тему: «Фитогельминты — вирусоносители семейства Longidoridae, их взаимосвязь с неповирусами и разработка научных основ борьбы с ними на плодово-ягодных культурах и винограде».

## Науковий внесок
Науковий внесок Романенка М. Д. включає дослідження (вивчення) таких явищ або процесів:
- особливості процесу перенесення вірусів рослин (неповірусів (рід Nepovirus) та тобравірусів (Tobacco rattle virus, TRV)) нематодами з родин Trichodoridae та Longidoridae на території РФ (здебільшого на території Московської області);
- поширення нематод з родин Trichodoridae та Longidoridae на території РФ (здебільшого на території Московської області);
- трофічні зв'язки й інші біотичні відносини нематод з родин Trichodoridae та Longidoridae на території РФ (здебільшого на території Московської області).